# シルギス
シルギス（Sirgis、? - ?）は、モンゴル帝国に仕えた将軍の一人。『元史』などの漢文史料では昔児吉思(xīérjísī)と記される。セルギス(sergis)とも。

## 概要
シルギスの出自については不明であるが、幼いころからチンギス・カンに仕えて中央アジア遠征・西夏遠征などで功績を挙げたことが記録されている。第2代皇帝オゴデイが即位すると、即位後最初の大事業として金朝遠征が始められ、シルギスはトゥルイ率いる右翼軍に従軍することになった。トゥルイ軍が京兆府に駐屯した際、亦来哈䚟が叛乱を起こしたが、シルギスは身を挺して反乱軍の陣に攻め入って奮戦し、途中で乗馬を失ったために走ってトゥルイ軍の下に戻ったという。叛乱の鎮圧後、トゥルイはサルギスの功績を評価し、自らの侍女の一人ソルカダイ（唆火台）をシルギスの妻として与えた。
シルギスの妻となったトゥルイの元侍女はトゥルイの次男クビライの乳母を務めていた人物であり、クビライはシルギスを非常に気に入って常に行動をともにさせ、家人同様に扱った。また、シルギスは宗室しか飲めないとされていた白馬湩を飲むことも許されていたという。
シルギスの息子タチュはクビライのケシク（親衛隊）のバウルチとなり、その後デージ・オルドの千人隊長となった。さらにその息子千家奴・サルバンもクビライに仕えた。千家奴はナヤン・カダアンの乱鎮圧に従軍して戦死し、サルバンは16歳の時に帝位継承戦争最大の激戦となったシムルトゥ・ノールの戦いで功績を挙げて以来、同僉宣徽院・僉院事を歴任し最終的に宣徽使にまでなった。サルバンの死後はその息子テムデル（帖木畳児）が後を継ぎ、宣徽院使・左丞相を歴任した。